# Barrington Levy
Pour les articles homonymes, voir Lévy.
Barrington Levy, (né le 30 avril 1964 à Kingston, capitale de la Jamaïque) est un chanteur de reggae et de rub-a-dub.

## Biographie
Barrington Levy commence sa carrière au sein du groupe Mighty Multitude, qu'il fonde avec son cousin Everton Dacres. Leur premier single s'intitule My Black Girl,. Levy est remarqué par le producteur "Junjo" Lawes et se lance dans une carrière solo. Lawes lui fait enregistrer des sessions aux Channel One Studios avec les Roots Radics. Le chanteur connaît le succès, notamment avec les titres Collie Weed et Shine Eye Girl. Levy travaille ensuite avec le producteur Alvin Ranglin et enregistre plusieurs duos avec Toyan, Jah Thomas et Trinity. Au début des années 1980, il fait partie des chanteurs les plus populaires en Jamaique et est invité à se produire lors du festival Reggae Sunsplash. En 1983, le single Under Mi Sensi produit par Jah Screw (en) devient un tube au Royaume-Uni,.
En 2012, le label VP Records édite le coffret Barrington Levy's Reggae Anthology: Sweet Reggae Music regroupant 40 titres enregistrés par le chanteur entre 1979 et 1984,.
En 2015, il reprend une quinzaine de titres ayant jalonnés sa carrière en version acoustique sur l'album Acousticalevy.

## Style musical et influences
Barrington Levy compte Dennis Brown parmi ses influences principales,. Durant les années 1980, il devient l'un des premiers chanteurs de dancehall,. Sa voix, à la fois puissante et douce, lui vaut le surnom de « Mellow Canary ».
En 2000, le rappeur Shyne sample Here I Come sur son single Bad Boyz (en). Le titre de Levy est ensuite réutilisé par des artistes comme Shaggy et les Black Eyed Peas.
En 2014, il établit le titre "Live in the ghetto" avec le rappeur Niro pour l'album de celui-ci nommé Miraculé.

## Discographie

### Albums
- 1979 : Bounty Hunter
- 1979 : Shaolin Temple
- 1979 : Shine Eye Gal
- 1979 : Englishman
- 1980 : Robin Hood
- 1980 : Doh Ray Me
- 1981 : Run Come Ya!
- 1982 : 21 Girls Salute
- 1983 : Poor Man Style
- 1983 : Life Style
- 1983 : Hunter Man
- 1983 : Teach Me Culture
- 1984 : Money Move
- 1984 : Meets Frankie Paul
- 1984 : Life Style
- 1985 : Prison Oval Rock
- 1985 : Open Book'
- 1985 : Here I Come
- 1986 : Clash of the 80's (avec Cocoa Tea)
- 1988 : Love the Life You Live
- 1990 : Live and Learn Presents Beres Hammond and Barrington Levy
- 1992 : Turning Point
- 1994 : Divine
- 1995 : Barrington Levy's DJ Couteraction
- 1995 : Duets
- 1995 : Here I Come (version remasterisée)
- 1996 : Time Capsule
- 1996 : Live in Concert
- 1996 : Wanted
- 1997 : Making Tracks
- 1997 : Englishman / Robin Hood
- 1998 : Living Dangerously
- 2002 : Jah The Creator
- 2003 : Moonlight Lover
- 2005 : Barrington Levy In Dub
- 2006 : Shaolin Temple (version remasterisée)
- 2007 : Englishman (version remasterisée)
- 2007 : Robin Hood (version remasterisée)
- 2010 : "No war" (avec Kardinal offishall & Busta rhymes)
- 2015 : Acousticalevy

### Compilations
- 1984 : Barrington Levy
- 1986 : Collection
- 1990 : Broader Than Broadway
- 1992 : 20 Vintage Hits
- 1993 : Barrington
- 1994 : Reggae Vibes
- 1997 : Original Raggamuffin Part One
- 1997 : Ras Portraits
- 1998 : Too Experienced, The Best Of Barrington Levy
- 1999 : Back To Back
- 2001 : Dressed to Kill
- 2002 : Gold
- 2003 : Divine
- 2004 : This Is Crucial Reggae
- 2004 : Here I Come
- 2005 : Love Your Brother Man - The Early Years
- 2008 : Barrington Levy & Friends - Teach The Youth